# Sufjan Stevens
Sufjan Stevens (n. 1 iulie 1975, Detroit, Michigan, SUA) {[este}} un cântăreț, compozitor și multi-instrumentist american. A lansat nouă albume solo de studio și mai multe albume în colaborare cu alți artiști. Stevens a primit nominalizări la premiile Grammy și la premiile Oscar.